# Bavelincourt
Bavelincourt – miejscowość i gmina we Francji, w regionie Hauts-de-France, w departamencie Somma.
Według danych na rok 2011 gminę zamieszkiwało 129 osób, a gęstość zaludnienia wynosiła 17 osób/km² (wśród 2293 gmin Pikardii Bavelincourt plasuje się na 923. miejscu pod względem liczby ludności, natomiast pod względem powierzchni na miejscu 656.).